# Sint-Rosakapel (Sittard)
De Sint-Rosakapel is een kapel in Sittard in de Nederlandse provincie Limburg. De kapel staat aan het uiteinde van de Kapellerweg aan een kruispunt waar ook de wegen Kollenberg, Duustergats en Eeckerweg bij elkaar komen. De kapel staat op het hoogste punt van Sittard, ongeveer 100 meter boven NAP, ze is gebouwd op een kapelberg die op haar beurt weer op de Kollenberg gelegen is. De kapel is een rijksmonument.
De kapel is gewijd aan Rosa van Lima, die Sittard in 1668 - het jaar van haar zaligverklaring - van de zwarte pest zou hebben bevrijd. Sinds 1669 is ze Stadspatronesse van Sittard. In 1671 werd zij heilig verklaard.
In de omgeving van de kapel bevinden zich zeven voetvallen en een imitatiegrot, de zogenaamde Hof van Olijven. Op ongeveer 230 meter naar het zuidoosten staat de Onze-Lieve-Vrouw-van-Smartenkapel.

## Geschiedenis
In 1675 werd de huidige kapel gebouwd, waarbij ze werd opgetrokken in baksteen en mergel.
Reeds voor 1800 moeten er zeven voetvallen op de helling naar de Kollenberg hebben gestaan. In 1907 kwamen er vier, en de overige drie werden in 1925 opgericht ter gelegenheid van het 250-jarig bestaan van de kapel. Het betreft wegkapelletjes die een nis met een reliëf van een episode uit het lijdensverhaal van Christus weergeven.
Voorts is er de Hof van Olijven, een in het eerste kwart van de 20e eeuw aangelegde imitatiegrot met beelden van Jezus en een Engel, van 1968, vervaardigd door G. Kastelijn.
Sinds het bouwen van de kapel in 1675 trekt ieder jaar op de laatste zondag in augustus een processie van de Sint-Michielskerk aan de Sittardse Markt naar de kapel, om daar Sint Rosa te bedanken en te vragen om de stad van verder onheil te behoeden.